# Rebecca Camilleri
Rebecca Camilleri (ur. 6 lipca 1985) – maltańska lekkoatletka specjalizująca się w skoku w dal.
Camilleri jest pierwszą maltańską zawodniczką, która wystąpiła w oficjalnych zawodach w skoku o tyczce – podczas III ligi drużynowych mistrzostw Europy w 2011 dwukrotnie ustanawiała rekord swojego kraju skacząc 2,40 i 2,70.

## Osiągnięcia
| Rok  | Impreza                                | Miejsce    | Konkurencja        | Lokata            | Wynik |
| ---- | -------------------------------------- | ---------- | ------------------ | ----------------- | ----- |
| 2005 | Mistrzostwa Europy juniorów            | Kowno      | skok w dal         | 9. miejsce        | 5,64  |
| 2007 | Młodzieżowe mistrzostwa Europy         | Debreczyn  | skok w dal         | 10. miejsce       | 5,68  |
| 2010 | III liga drużynowych mistrzostw Europy | Marsa      | skok w dal         | 3. miejsce        | 5,89  |
| 2010 | Mistrzostwa Europy                     | Barcelona  | skok w dal         | el. – 24. miejsce | 5,93  |
| 2010 | Igrzyska Wspólnoty Narodów             | Nowe Delhi | skok w dal         | el. – 13. miejsce | 5,95  |
| 2011 | III liga drużynowych mistrzostw Europy | Reykjavík  | skok o tyczce      | 7. miejsce        | 2,70  |
| 2011 | III liga drużynowych mistrzostw Europy | Reykjavík  | sztafeta 4 x 100 m | 3. miejsce        | 46,96 |
| 2011 | III liga drużynowych mistrzostw Europy | Reykjavík  | skok w dal         | 5. miejsce        | 5,70  |
| 2012 | Halowe mistrzostwa świata              | Stambuł    | bieg na 60 m       | eliminacje        | 7,68  |
| 2013 | Halowe mistrzostwa Europy              | Göteborg   | bieg na 60 m       | eliminacje        | 7,74  |
| 2014 | Igrzyska Wspólnoty Narodów             | Glasgow    | skok w dal         | 9. miejsce        | 6,23  |
| 2014 | Igrzyska Wspólnoty Narodów             | Glasgow    | sztafeta 4 x 100 m | eliminacje        | 46,75 |
| 2014 | Mistrzostwa Europy                     | Zurych     | skok w dal         | el. – 22. miejsce | 6,17  |
| 2015 | III liga drużynowych mistrzostw Europy | Baku       | skok w dal         | 2. miejsce        | 6,38  |

Wielokrotna mistrzyni i rekordzistka kraju. Medalistka igrzysk małych państw Europy w różnych konkurencjach.

## Rekordy życiowe
- Bieg na 60 metrów (hala) – 7,68 (2012)
- Skok w dal – 6,41 (2014) rekord Malty
- Skok o tyczce – 2,70 (2011) były rekord Malty[3]

Podczas igrzysk małych państw Europy 2011 maltańska sztafeta 4 x 100 metrów z Camilleri na ostatniej zmianie ustanowiła rekord kraju w tej konkurencji – 46,30.